# Сандерсвілл (Джорджія)
Сандерсвілл (англ. Sandersville) — місто (англ. city) в США, в окрузі Вашингтон штату Джорджія. Населення — 5813 особи (2020).

## Географія
Сандерсвілл розташований за координатами 32°58′56″ пн. ш. 82°48′35″ зх. д. / 32.98222° пн. ш. 82.80972° зх. д. (32.982089, -82.809694).  За даними Бюро перепису населення США в 2010 році місто мало площу 33,27 км², з яких 32,95 км² — суходіл та 0,32 км² — водойми.

## Демографія
Згідно з переписом 2010 року, у місті мешкало 5912 осіб у 2339 домогосподарствах у складі 1502 родин. Густота населення становила 178 осіб/км².  Було 2649 помешкань (80/км²).
Расовий склад населення:
| - 60,7 % — чорних або афроамериканців - 36,6 % — білих - 0,7 % — азіатів - 0,1 % — корінних американців |

До двох чи більше рас належало 1,2 %. Частка іспаномовних становила 1,4 % від усіх жителів.
За віковим діапазоном населення розподілялося таким чином: 26,1 % — особи молодші 18 років, 57,4 % — особи у віці 18—64 років, 16,5 % — особи у віці 65 років та старші. Медіана віку мешканця становила 39,4 року. На 100 осіб жіночої статі у місті припадало 82,5 чоловіків;  на 100 жінок у віці від 18 років та старших — 76,5 чоловіків також старших 18 років.
Середній дохід на одне домашнє господарство  становив 50 938 доларів США (медіана — 29 034), а середній дохід на одну сім'ю — 58 359 доларів (медіана — 46 414). Медіана доходів становила 43 289 доларів для чоловіків та 26 105 доларів для жінок. За межею бідності перебувало 35,3 % осіб, у тому числі 41,3 % дітей у віці до 18 років та 16,2 % осіб у віці 65 років та старших.
Цивільне працевлаштоване населення становило 2130 осіб. Основні галузі зайнятості: освіта, охорона здоров'я та соціальна допомога — 29,8 %, роздрібна торгівля — 11,9 %, науковці, спеціалісти, менеджери — 9,9 %, виробництво — 9,0 %.